# خورخه سرانو الیاس
خورخه سرانو الیاس (انگلیسی: Jorge Serrano Elías؛ زادهٔ ۲۶ آوریل ۱۹۴۵) یک سیاست‌مدار اهل گواتمالا است.